# U-Bahnhof Wettersteinplatz
Der U-Bahnhof Wettersteinplatz ist eine Station der Münchner U-Bahn.
Der Bahnhof liegt in Untergiesing und ist nach dem darüber liegenden Platz benannt, der wiederum nach dem Gebirgsmassiv benannt ist. Der Bahnhof wurde am 8. November 1997 eröffnet und wird von der U1 bedient. Er liegt vergleichsweise tief, da die U-Bahn vom Candidplatz her kommend die Geländestufe den Giesinger Berg hoch überwinden muss, dies aber nur mit maximal vier Prozent Steigung möglich ist. Der Bahnsteig liegt deshalb 18,5 m tief.
Die Rohbauplanung stammte von Paul Kramer (U-Bahn-Referat), das Innenausbaukonzept und die Ausführungsplanung vom Architekturbüro Raupach & Schurk, München.
Die künstlerische Gestaltung stammt von Alfons Lachauer. Auch hier erzeugt er durch das in Beziehung zueinander setzen verschiedener Farben eine optisch vibrierende Komposition.
Der 4,40 Meter hohe Bahnhof besitzt an der Decke spiegelnde Aluminiumplatten, die die niedrige Deckenhöhe teilweise aufheben. Sie dienen außerdem dazu, mit den Lampen eine hohe Lichtwirkung zu erzielen. Die Hintergleiswände sind auf Gleis 1 blaugrün und auf Gleis 2 rot gestrichen und erzielen damit eine starke Kontrastwirkung. Der Lift wurde mit grünem Marmor verkleidet und befindet sich am nordwestlichen Ende des Bahnsteiges.
Ins Sperrengeschoss, in dem sich ein Backshop befindet, führen Fahr- sowie Festtreppen. Von hier aus kann man die Grünwalder Straße erreichen, wo die Tramlinie 25 nach Grünwald hält.
Ebenfalls im Sperrengeschoss befindet sich oberhalb des Bahnsteiges ein „bauweisenbedingter Hohlraum“, der wegen tiefen Lage der eigentlichen Gleise entstand. Als mehrgeschossige Tiefgaragenfläche ist dieser jedoch nicht geeignet, da die dafür notwendigen Lasten nur eine statt drei Ebenen in diesem 9 Meter hohen Raum gestatteten. Auch wäre der Parkplatz für Stadionbescher nicht zugänglich und für die Anwohner rund um den Wettersteinplatz wird ein „sehr geringer theoretischer Bedarf“ gesehen. Zudem steht für die Ein- und Ausfahren wenig Raum zur Verfügung. Der fertiggestellte Raum steht nun leer.

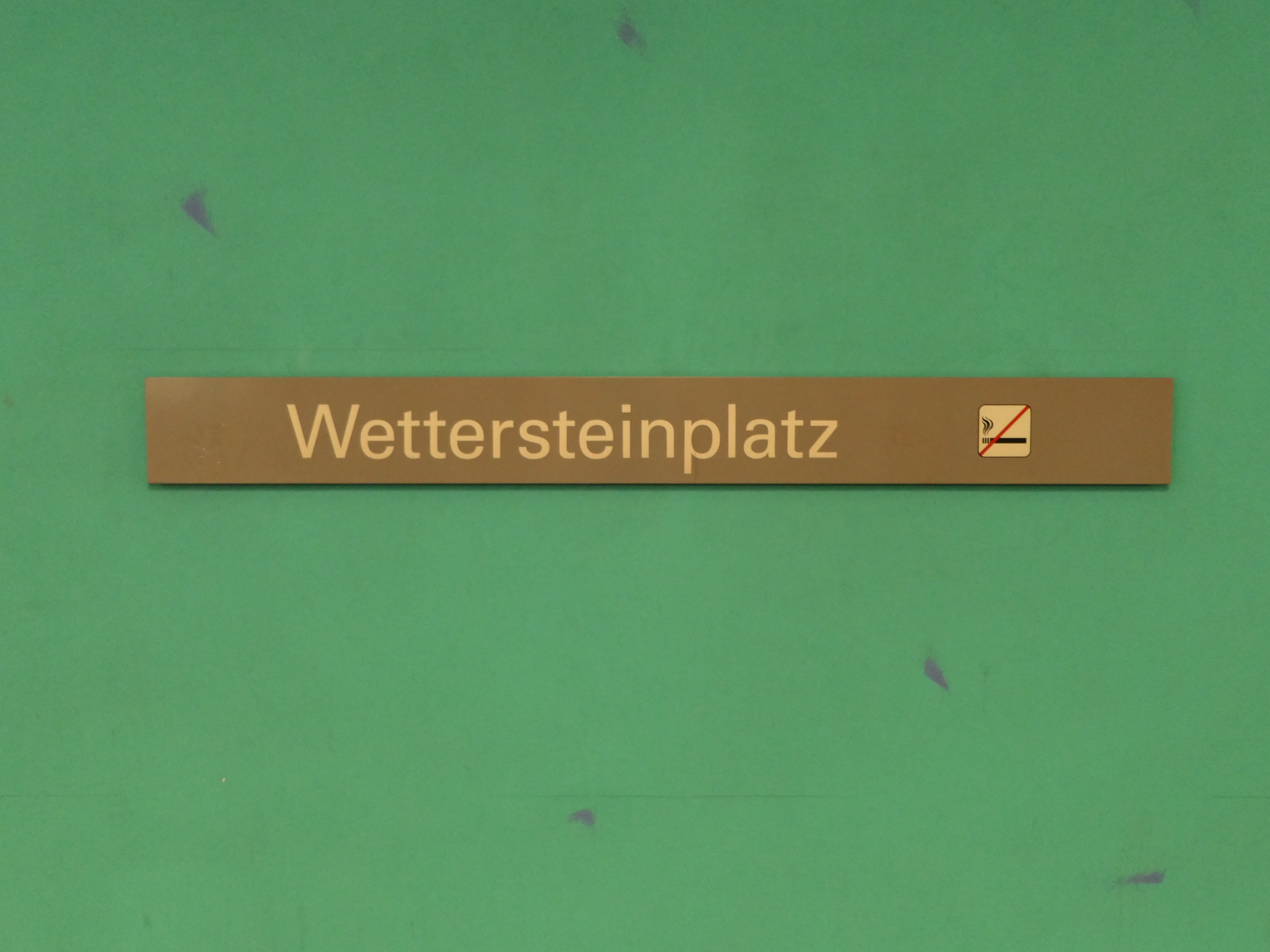
Stationsname an den Hintergleiswänden
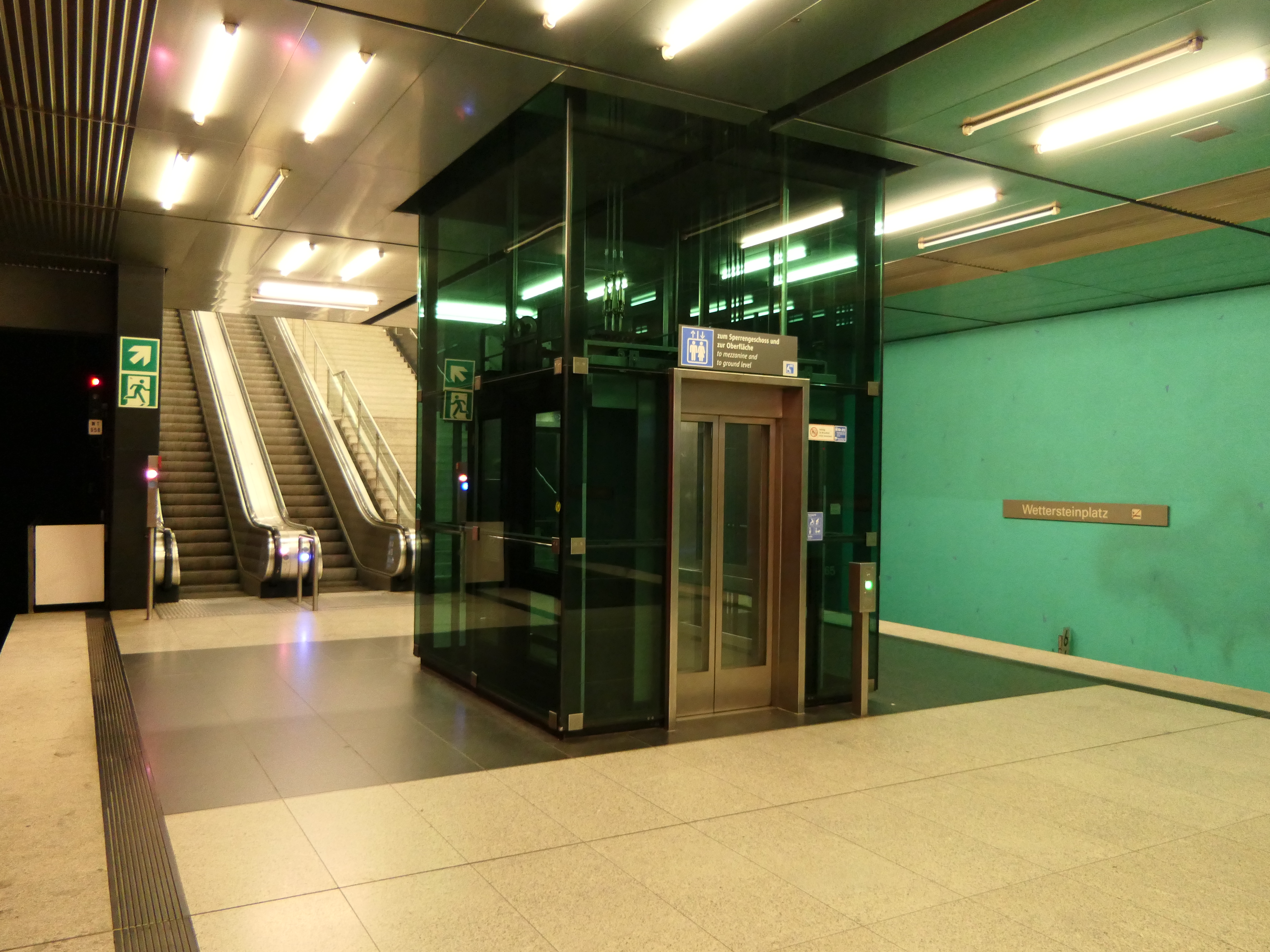
Lift auf der Bahnsteigebene
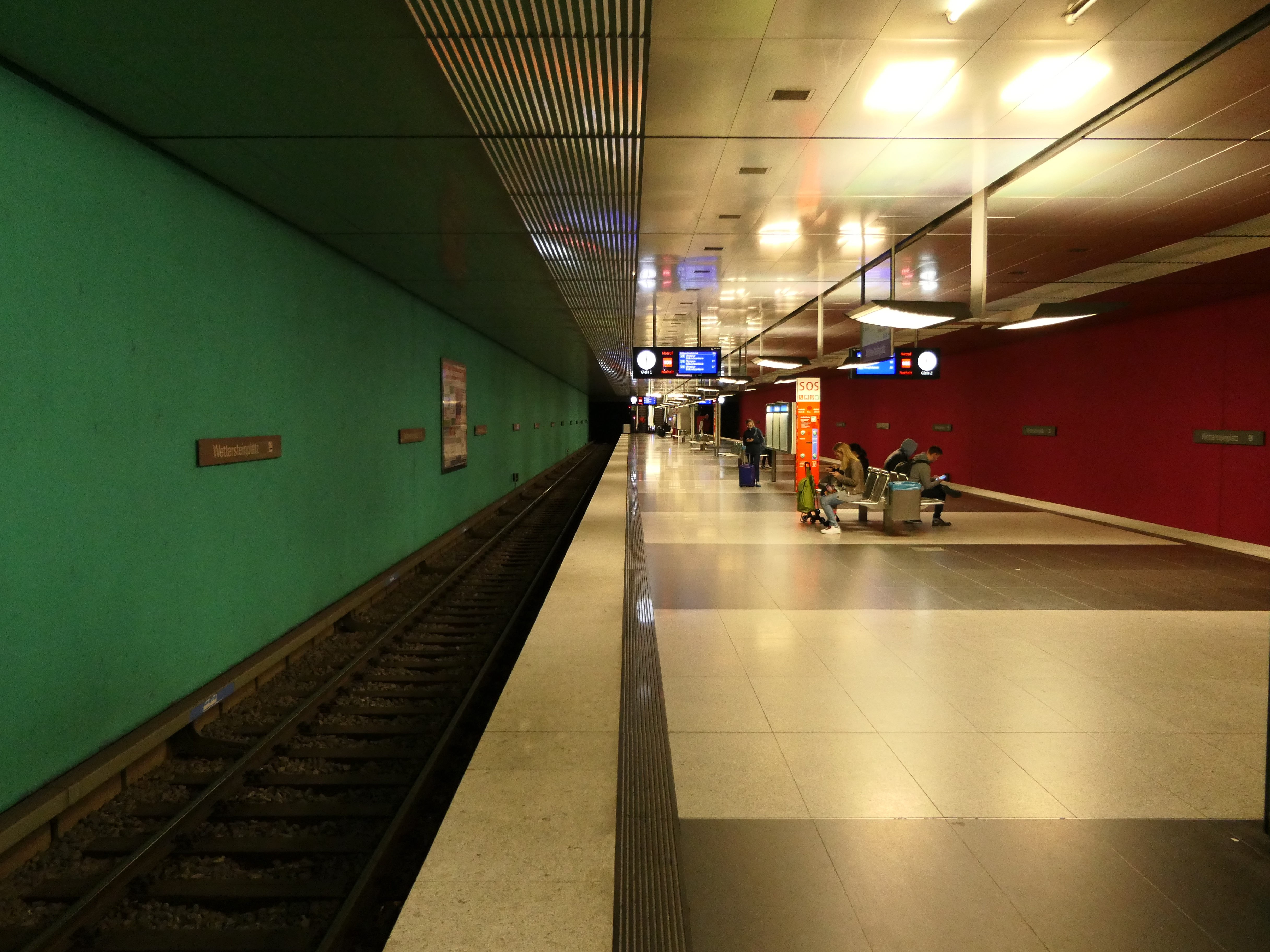
Bahnsteigebene 2018
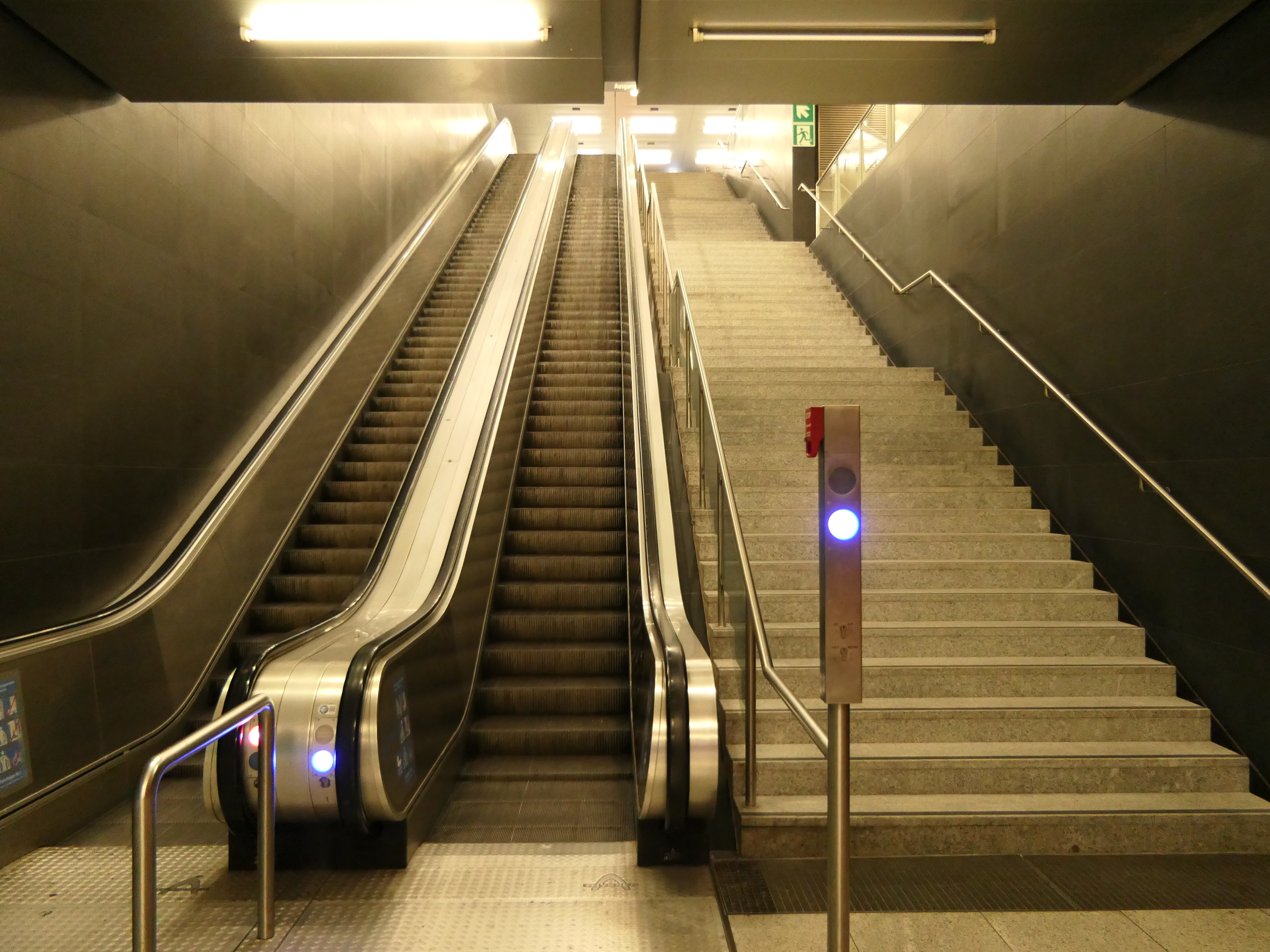
Aufgang von der Bahnsteigebene zur Verteilerebene
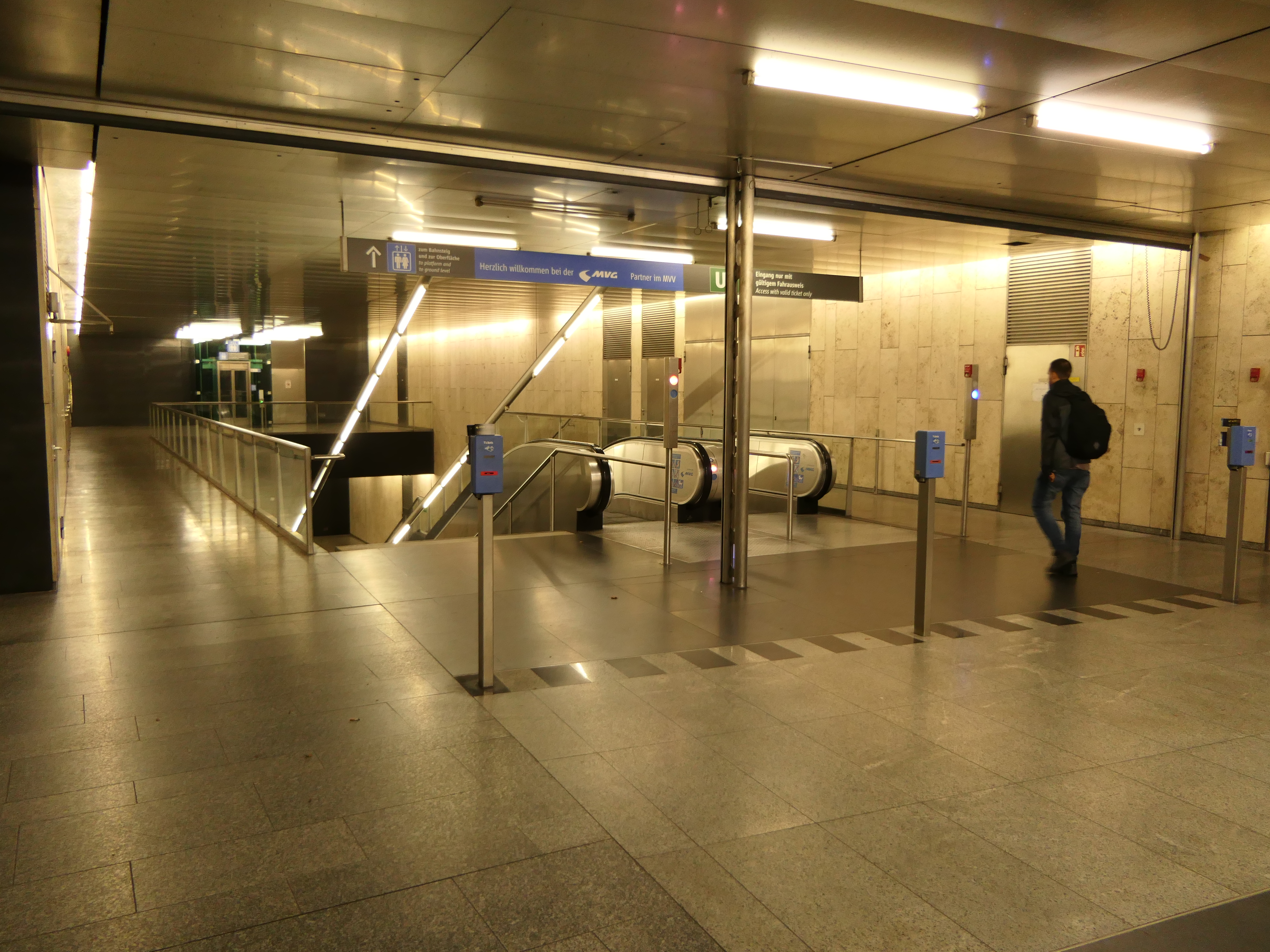
Verteilerebene
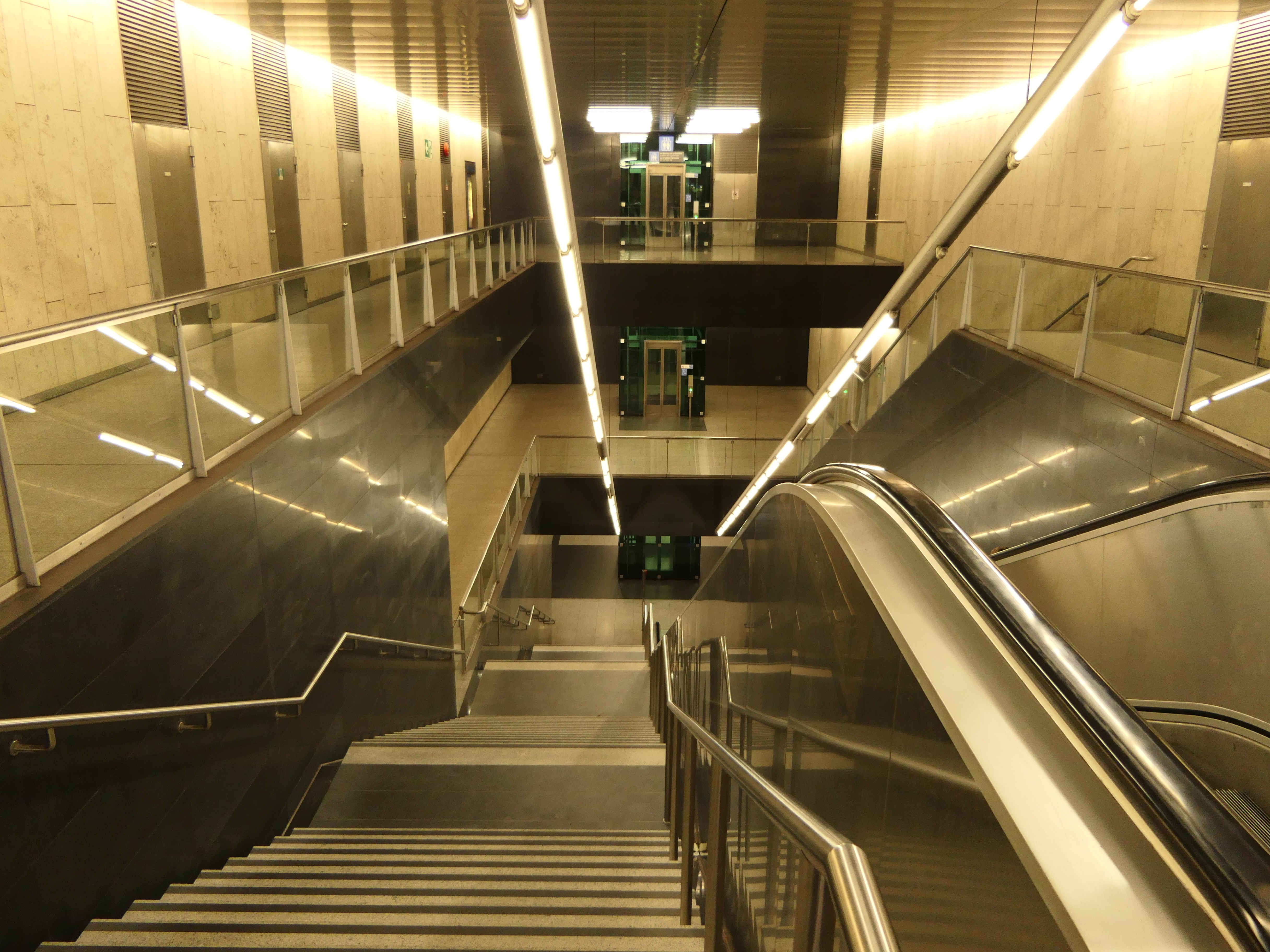
Abgang von der Verteilerebene zur Bahnsteigebene
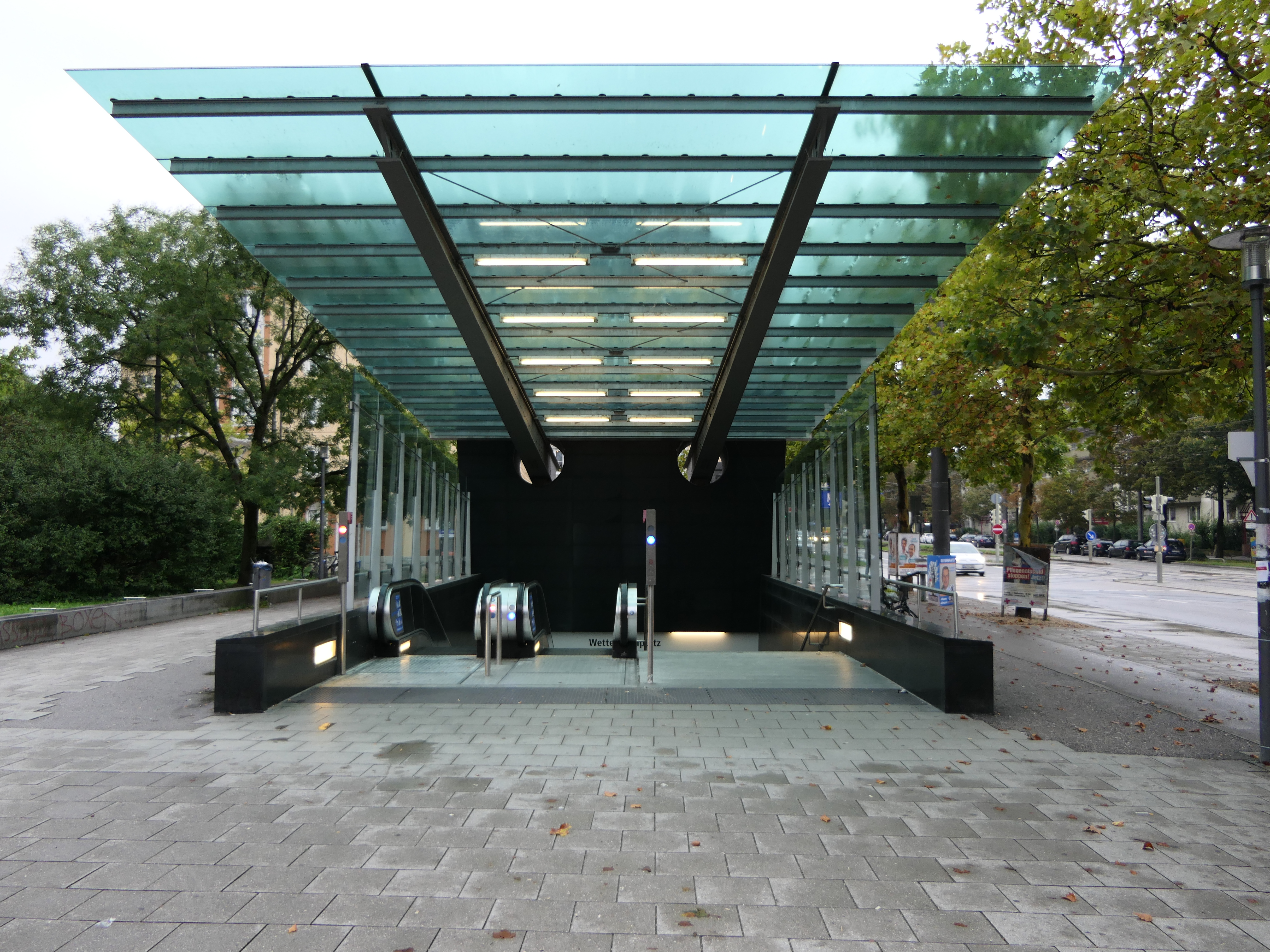
Zugang an der Oberfläche

| Linie | Linienverlauf |
| ----- | --- |
| U1    | Olympia-Einkaufszentrum – (625 m) – Georg-Brauchle-Ring – (788 m) – Westfriedhof – (830 m) – Gern – (1007 m) – Rotkreuzplatz – (1102 m) – Maillingerstraße – (878 m) – Stiglmaierplatz – (1071 m) – Hauptbahnhof – (905 m) – Sendlinger Tor – (746 m) – Fraunhoferstraße – (1116 m) – Kolumbusplatz – (898 m) – Candidplatz – (692 m) – Wettersteinplatz – (585 m) – St.-Quirin-Platz – (923 m) – Mangfallplatz |